# Lijst van beelden in Druten
Dit is een (onvolledige) chronologische lijst van beelden in Druten. Onder een beeld wordt hier verstaan elk driedimensionaal kunstwerk in de openbare ruimte van de Nederlandse gemeente Druten, waarbij beeld wordt gebruikt als verzamelbegrip voor sculpturen, standbeelden, installaties, gedenktekens en overige beeldhouwwerken.
Voor een volledig overzicht van de beschikbare afbeeldingen zie: Beelden in Druten op Wikimedia Commons

## Afferden
| Geplaatst | Omschrijving | Kunstenaar  | Straat                      | Plaats   | Materiaal         | Afbeelding |
| --------- | ------------ | ----------- | --------------------------- | -------- | ----------------- | ---------- |
| 2007      | De Uitbouw   | Cor Litjens | woningbouwproject 't Kempke | Afferden | staal steen brons |            |

## Deest
| Geplaatst | Omschrijving              | Kunstenaar        | Straat             | Plaats | Materiaal | Afbeelding |
| --------- | ------------------------- | ----------------- | ------------------ | ------ | --------- | ---------- |
| 1997      | De Vloer                  | Hans van Lunteren | Grotestraat bij 9  | Deest  |           |            |
| 2003      | Pater Wouter Heuft O.F.M. | Riet Stevens      | Kloosterhof        | Deest  |           |            |
| onbekend  | Heilig Hartbeeld          | onbekend          | Grotestraat bij 13 | Deest  |           |            |

## Druten
| Geplaatst           | Omschrijving                                       | Kunstenaar                               | Straat                                           | Plaats | Materiaal                              | Afbeelding |
| ------------------- | -------------------------------------------------- | ---------------------------------------- | ------------------------------------------------ | ------ | -------------------------------------- | ---------- |
| 1829-1850           | Christus en Maria na de kruisafname                | Jac Maris                                | Kappellekenslaan 90, (Engelenkapel)              | Druten | keramiek                               |            |
| 1898                | Sint Jacobus de Meerdere                           | onbekend                                 | Hogestraat 15, (voorm. klooster)                 | Druten |                                        |            |
| 1898                | St. Ewalden                                        | replica van Dericks & Geldens (Druten)   | Kattenburg 27                                    | Druten |                                        |            |
| 19e eeuw            | Christus Goede Herder                              | onbekend                                 | Hogestraat 4, (Pastorie St. Ewaldenkerk)         | Druten |                                        |            |
| 1932                | Heilig Hartbeeld                                   | Wim Harzing                              | Kattenburg / Ambtshuisstraat                     | Druten |                                        |            |
| 1946                | Reliëf Sint-Joris en de Draak                      | Jac Maris en Carel Dericks               | Ambtshuisplein                                   | Druten |                                        |            |
| 1969                | Vier duiven                                        | Auguste Manche                           | binnen het gemeentehuis                          | Druten |                                        |            |
| 1971 (replica 2014) | Dromerig meisje                                    | Gijs Batelaan                            | Markt bij 1                                      | Druten | brons                                  |            |
| 1976                | De tulp (Plant)                                    | Huub en Adelheid Kortekaas               | De Koekoek / Overrijkskamp                       | Druten |                                        |            |
| 1986                | Hand van de hand van Sisyphus                      | Ed van Teeseling                         | Meester van Coothstraat 34, (Pax Christicollege) | Druten |                                        |            |
| 1986                | Filles de la Sagesse                               | Jits Bakker                              | Boldershof                                       | Druten |                                        |            |
| 1991                | Tri-folium                                         | Huub en Adelheid Kortekaas               | Van Heemstraweg                                  | Druten |                                        |            |
| 1992                | Reiken                                             | Chris van Beem                           | Hogestraat 20                                    | Druten |                                        |            |
| 1995 (replica 2008) | Geborgen                                           | Jac Maris                                | Ambtshuisstraat, (Ingangspoort Huize Boldershof) | Druten | polychroom Oorspronkelijk van keramiek |            |
| 1998                | Samen                                              | Corrie Wortelboer                        | Pa Hoeklaan bij 17, (Boldershof park)            | Druten |                                        |            |
| 1999                | Handjeklap                                         | Humphrey Dirks                           | Hogestraat                                       | Druten |                                        |            |
| 2001                | Herinnering aan de Synagoge                        | onbekend                                 | Waalbandijk                                      | Druten |                                        |            |
| 2004                | Alphons (kabouter en vogelhuisje)                  | Erik Buijs                               | Kerkeland 3 of 9                                 | Druten |                                        |            |
| 2013                | Kroningsdeksel                                     | Paul Bausch                              | Heuvel 1, (voor gemeentehuis)                    | Druten | gietijzer                              |            |
| 2013                | Chiron miniatuur                                   | Huub en Adelheid Kortekaas               | Heuvel 3, (Bijna Thuis Huis Maas en Waal)        | Druten |                                        |            |
| 2014                | Engel                                              | Huub en Adelheid Kortekaas               | Kasteelhof                                       | Druten |                                        |            |
| 2021                | Social Sofa                                        |                                          | Parkweg (Hertenpark)                             | Druten |                                        |            |
| onbekend            | Mariabeeld                                         |                                          | Boldershof                                       | Druten |                                        |            |
| onbekend            | 7 Kunstbruggen Druten                              | Rob Moonen, Wil Smolders en Leo van Beek |                                                  | Druten |                                        |            |
| onbekend            | Meisjes met bal                                    | Theo van der Nahmer                      | Meester van Coothstraat 34                       | Druten | brons                                  |            |
| onbekend            | Vogel                                              | Huub en Adelheid Kortekaas               | De Koekoek / Lievendaal                          | Druten |                                        |            |
| onbekend            | Reikende handen                                    | Ted Felen                                | Heuvel 40                                        | Druten | staal                                  |            |
| onbekend            | Clown                                              | Marion Askjaer Veld                      | Keienpad                                         | Druten |                                        |            |
| onbekend            | Hoog water                                         | Cor Litjens                              | binnen het gemeentehuis                          | Druten | graniet                                |            |
| onbekend            | Alles stroomt (bestaat uit een poort, kom en zuil) | Nicolas Dings                            | Het Haagje                                       | Druten | staal, terrazzo en beton               |            |
| onbekend            | Pippi Langkous                                     | Geert Peters                             | Van Heemstraweg (Cultureel Centrum D'n Bogerd)   | Druten | brons                                  |            |
| onbekend            | Gevelversiering (Christus met kind?)               | onbekend                                 | Hogestraat 24                                    | Druten | keramiek?                              |            |

## Horssen
| Geplaatst | Omschrijving      | Kunstenaar     | Straat                           | Plaats  | Materiaal | Afbeelding |
| --------- | ----------------- | -------------- | -------------------------------- | ------- | --------- | ---------- |
| 1927      | Heilig Hart Beeld | Aloïs De Beule | Kerkepad 2 (Sint Bonifatiuskerk) | Horssen |           |            |

## Puiflijk
| Geplaatst | Omschrijving    | Kunstenaar     | Straat                    | Plaats   | Materiaal | Afbeelding |
| --------- | --------------- | -------------- | ------------------------- | -------- | --------- | ---------- |
| 1962      | De Lier         |                | Koningsweg 12 (Dorpshuis) | Puiflijk | staal     |            |
| 1996      | De Tabaksnijder | Humphrey Dirks | Houtsestraat/ Koningsweg  | Puiflijk | brons     |            |
| 2009      | Pööke de Snijer | Ad Merx        | Koningsweg                | Puiflijk |           |            |